# Wissenschaftlich-Technische Arbeitsgemeinschaft für Bauwerkserhaltung und Denkmalpflege
Die Wissenschaftlich-Technische Arbeitsgemeinschaft für Bauwerkserhaltung und Denkmalpflege e.V. (WTA) ist eine internationale Vereinigung von Naturwissenschaftlern, Architekten und Denkmalpflegern. Der Verein erarbeitet und verbreitet technische Regeln im Bereich der Bauinstandsetzung und der Denkmalpflege, welche nach allgemeiner Rechtsauslegung die Vermutung nahelegen, allgemein anerkannte Regeln der Technik zu sein.

## Geschichte
Der Verein wurde 1976 als Münchener Kreis e.V. in München gegründet. Die erste Mitgliederversammlung beschloss am 14. März 1977 die Umbenennung in Wissenschaftlich-Technische Arbeitsgemeinschaft für Bauwerkserhaltung und Denkmalpflege e.V. (WTA) und die Eintragung in das Vereinsregister des Amtsgerichtes München. Seit der Gründung wurden Regionalgruppen in Deutschland, den Niederlanden, Belgien, der Schweiz, Ungarn, Tschechien und der Slowakei als eigenständige Organisationen unter dem Dach des internationalen Vereins gegründet. Die WTA-Deutschland mit Sitz in Weimar wird von Gerd Geburtig geleitet.  Die aus über 500 ordentlichen und fördernden Mitgliedern bestehende Organisation vereint Wissenschaftler, Sachverständige, Architekten, Ingenieure, Denkmalpfleger sowie fördernden Institutionen und Unternehmen aus dem Gebiet der Bauwerkserhaltung und Denkmalpflege. Als Mitveranstalter richtet die WTA-D in Zusammenarbeit mit der Vereinigung der Landesdenkmalpfleger in Deutschland und dem Fraunhofer-Informationszentrum Raum und Bau das Symposium auf der Denkmalmesse Leipzig aus.

## Organisation
Die WTA ist in 5 WTA-Centren untergliedert, welche unterschiedliche Aufgaben erfüllen. Neben der WTA-Accounting, welche die administrativen Aufgaben erfüllt, bringt die WTA-Publication die WTA-Merkblätter, die WTA-News, das WTA-Journal und den WTA-Almanach einschließlich WTA-Reports heraus. Seit 2010 erscheint die Fachzeitschrift BAUSUBSTANZ Zeitschrift für nachhaltiges Bauen, Bauwerkserhaltung und Denkmalpflege im Fraunhofer IRB Verlag.  Die WTA-Akademie qualifiziert in Weiterbildungs- und Fortbildungsveranstaltungen in zahlreichen Seminarprogrammen Baupraktiker, Planer und Denkmalpfleger. Die WTA-Confernces richtet internationale Tagungen und Konferenzen aus. Durch die WTA-Certifications werden Produkte und Verfahren der Bauindustrie entsprechend den WTA-Richtlinien zertifiziert.

## Referate
Das Arbeitsgebiet der WTA untergliedert sich in 8 Aufgabengebiete, welche als Herz der WTA in einem regulierten Verfahren die WTA-Merkblätter erarbeiten. Das Referat 1 Holz / Holzschutz untergliedert sich in 8 Arbeitsgruppen welche sich unter anderem mit vorbeugendem und bekämpfenden Holzschutzmaßnahmen, Holzergänzungsmaßnahmen und der Wiederverwendung von Altholz beschäftigen. Das Referat 2 Oberflächentechnologie befasst sich in seinen Arbeitsgruppen mit den Wechselwirkungen von unterschiedlichen Bauwerksoberflächen mit der Atmosphäre und seinen Schadstoffen. Das Referat 3 Naturstein befasst sich mit Maßnahmen der Steinkonservierung wie Steinersatz und Hydrophobierung. Das Referat 4 Mauerwerk / Bauwerksabdichtungen bearbeitet und aktualisiert in seinen Arbeitsgruppen die Merkblätter unter anderem im Bereich der nachträglichen Mauerwerksabdichtungen. Das Referat 5 Beton entwickelt in seinen Arbeitsgruppen Merkblätter zur Betonsanierung. Das Referat 6 Bauphysik / Bauchemie befasst sich mit allen bauphysikalischen und bauchemischen Fragestellungen der Bauwerksinstandsetzung. Das Referat 7 Statik arbeitet zu Fragestellungen im Bereich der Lastabtragung historischer Bauwerke mehrere WTA-Merkblätter. Das Referat 8 Fachwerk / Holzkonstruktionen bearbeitet den umfangreichen Bereich der Instandsetzung und Ertüchtigung von Holzfachwerk und anderen Holzkonstruktionen.

## Präsidentschaft
- Alexandra Troi (seit 2025)[3]
- Harald Garrecht (seit 2013)
- Hans-Peter Leimer (2001–2013)

## Persönlichkeiten
- Hermann G. Meier (1985–1992 Leiter Referat 2; Ehrenmitglied)
- Folker Wittmann (ab 1985 Vorstand; Ehrenmitglied 1995)[4]